# جورج هنت
جورج هنت (بالإنجليزية: George Hunt)‏ (22 فبراير 1910 بارنسلي المملكة المتحدة - 19 سبتمبر 1996 بولتن المملكة المتحدة) هو لاعب كرة قدم بريطاني سابق كان يلعب كمهاجم.

## روابط خارجية
- جورج هنت على موقع قاعدة بيانات كرة القدم.إي يو (الإنجليزية)
- جورج هنت على موقع ناشيونال فوتبول تيمز (الإنجليزية)